# Papilio astyalus
Papilio astyalus là một loài bướm thuộc họ Papilionidae. Nó được tìm thấy ở México phía nam to Argentina. Nó đôi khi được ghi nhận ở miền nam Texas và các dải phân bố hiếm hơn có thể được tìm thấy ở miền nam Arizona và bắc Texas.
Sải cánh dài 117–120 mm. Con trưởng thành bay từ tháng 4 đến tháng 10. Có thể có 2 lứa một năm.
Ấu trùng ăn lá của các loài Citrus. Con trưởng thành ăn mật của nhiều loài hoa của chi Lantana.

## Phụ loài
- Papilio astyalus astyalus (Brazil (Rio Grande do Sul, São Paulo, Minas Gerais, Parana), Argentina, Paraguay)
- Papilio astyalus pallas Gray, [1853] (Texas, Mexico, Costa Rica)
- Papilio astyalus bajaensis Brown & Faulkner, 1992 (Mexico (Baja California Sur))
- Papilio astyalus hippomedon (C. & R. Felder, 1859) (Colombia, Venezuela)
- Papilio astyalus phanias Rothschild & Jordan, 1906 (Ecuador, Peru, Bolivia, Goias)
- Papilio astyalus anchicayaensis Constantino, Le Crom & Salazar, 2002 (Colombia)

## Hình ảnh

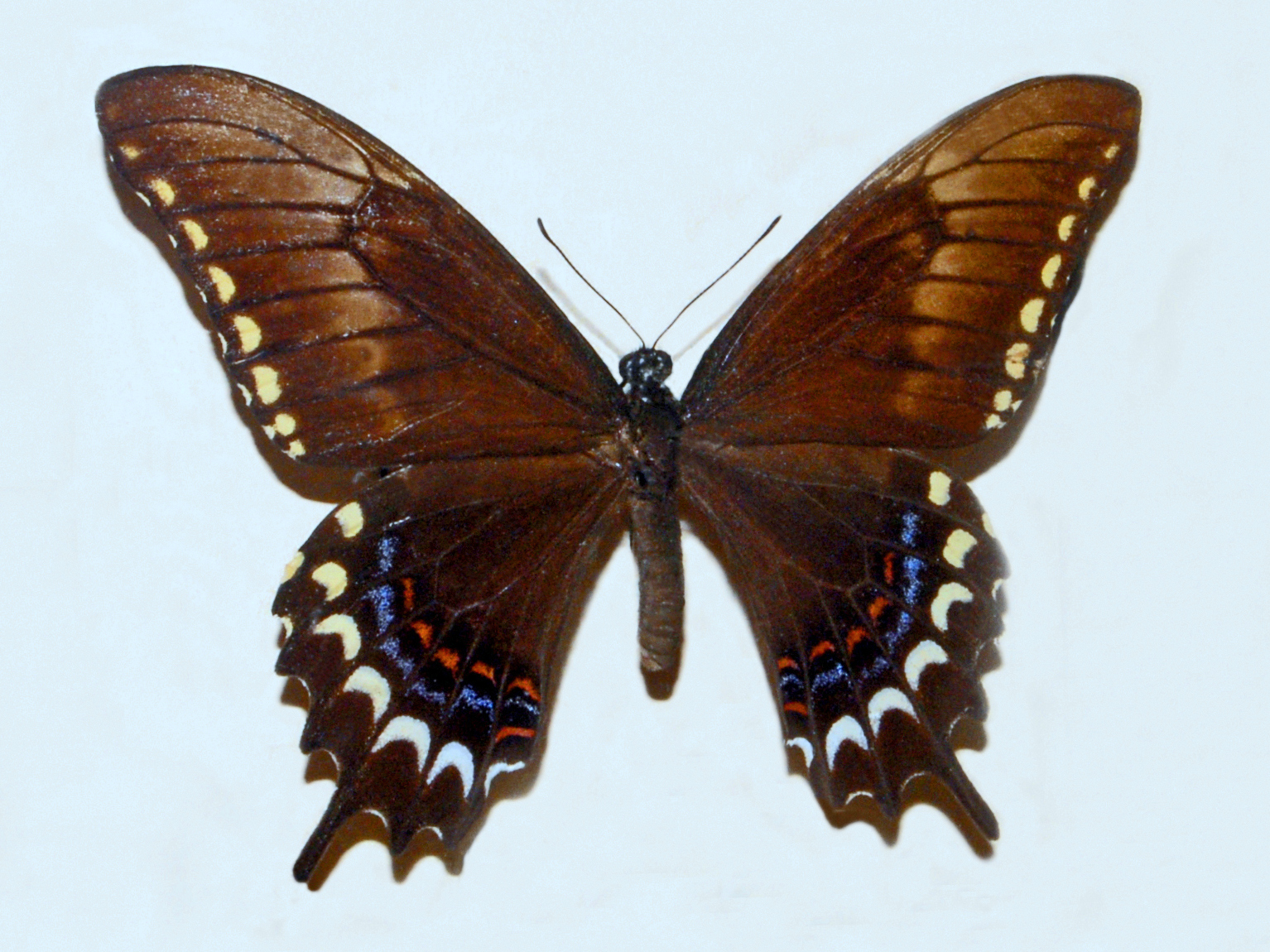
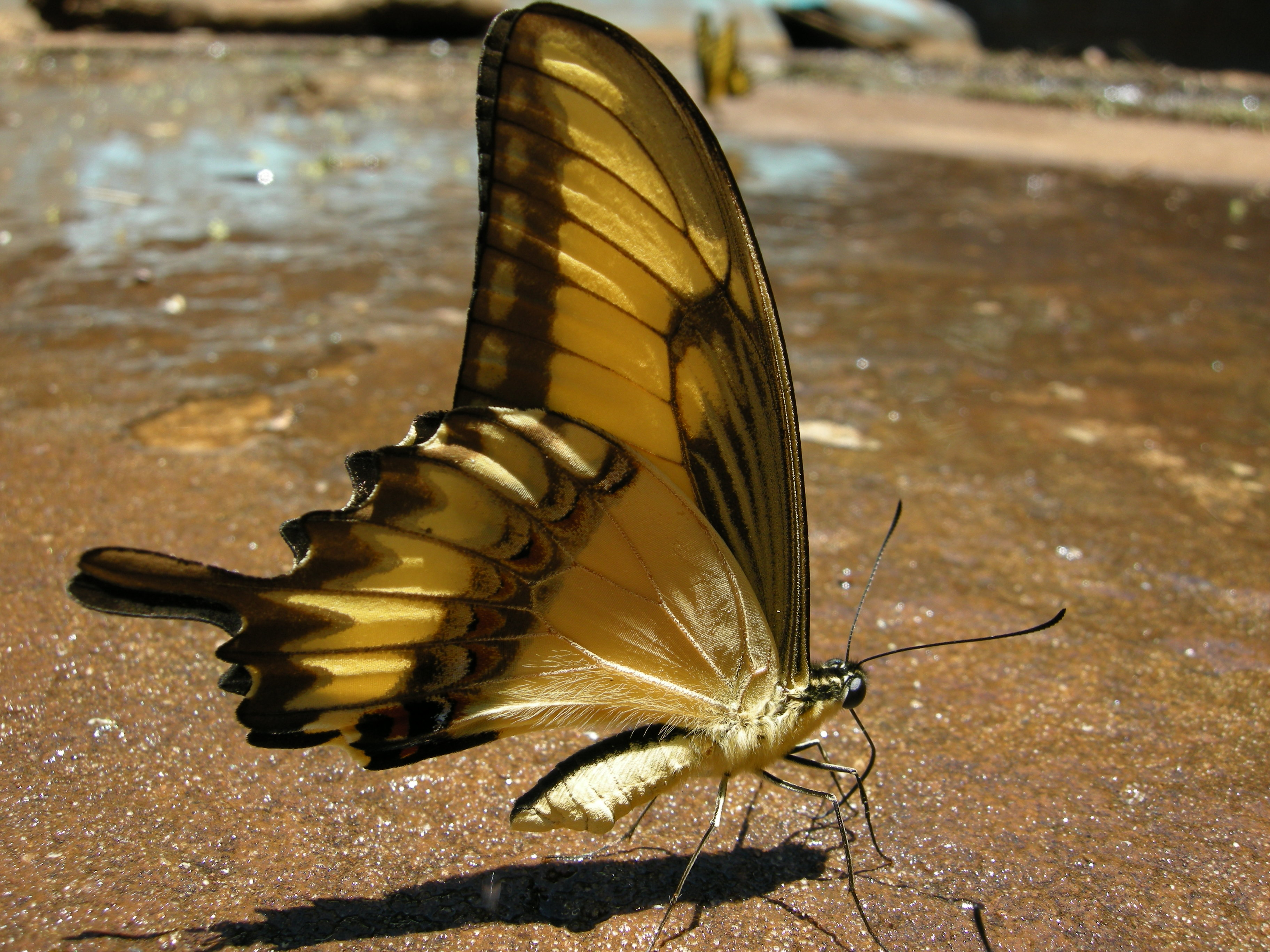
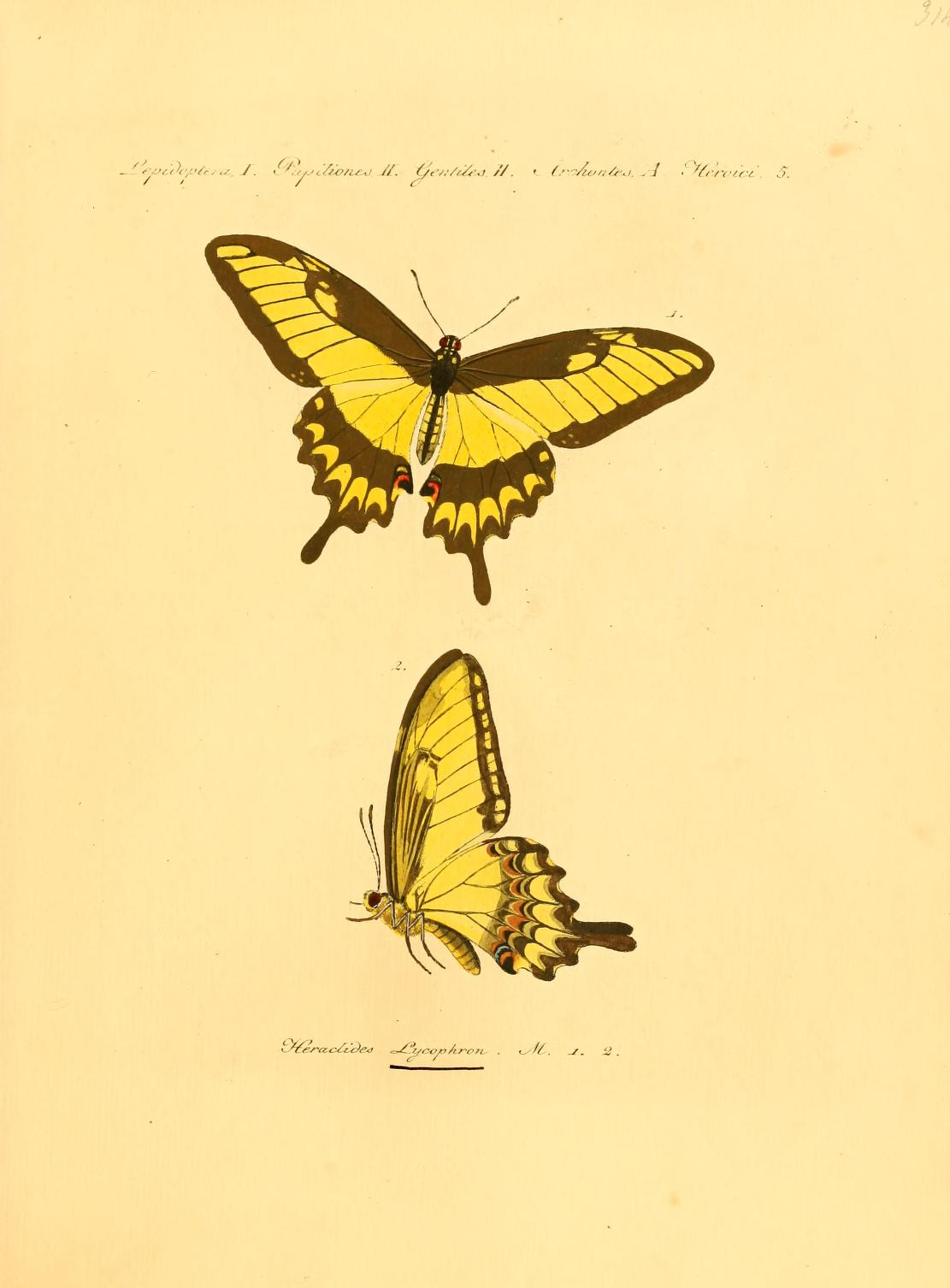
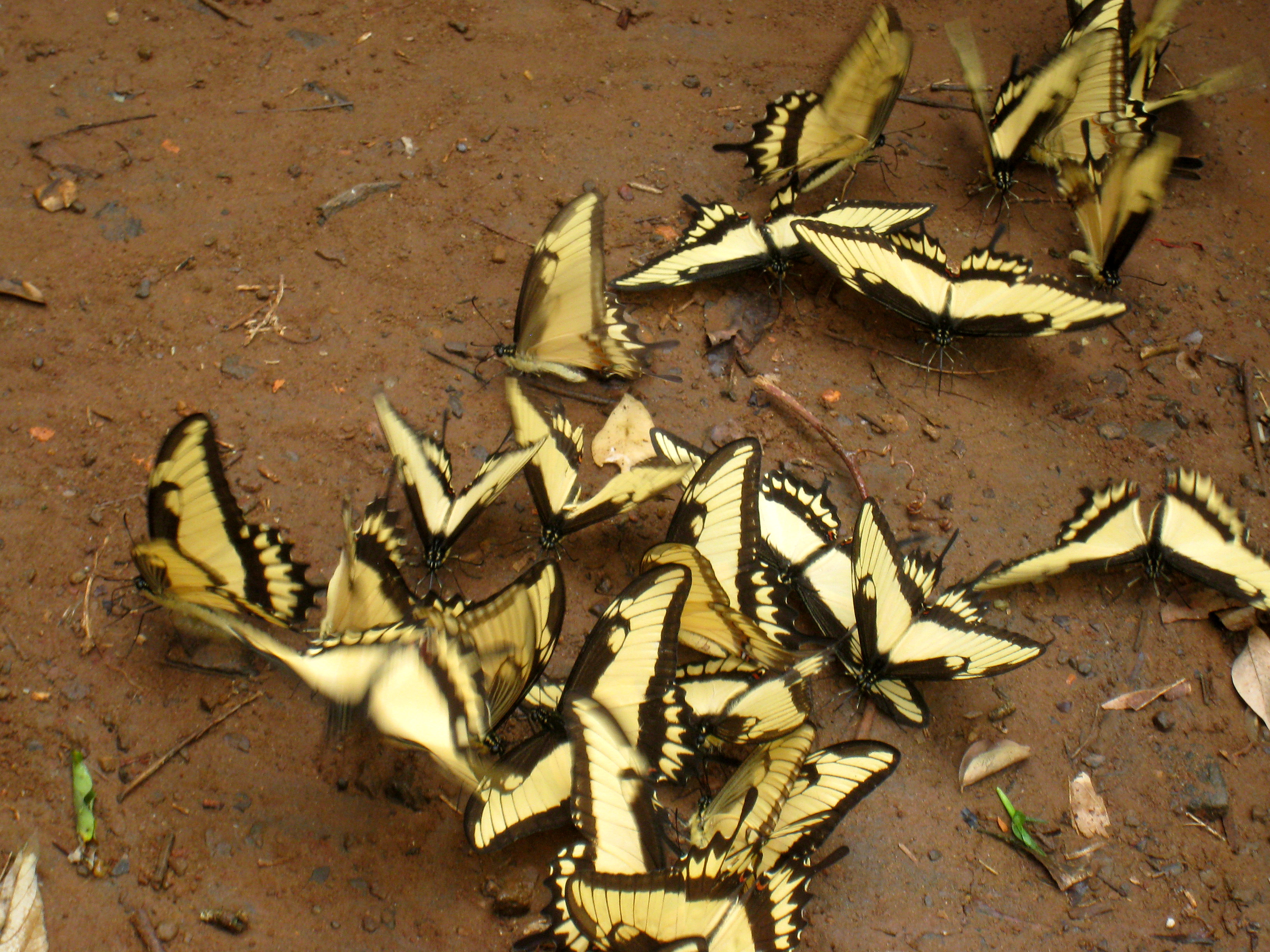